# Tetrasarus similis
Tetrasarus similis là một loài bọ cánh cứng trong họ Cerambycidae.